# Roberto Boninsegna
Roberto Boninsegna (Mantua, 13 november 1943) is een Italiaans voormalig voetballer die als aanvaller speelde.
Met zowel Internazionale (1971) als Juventus (1977, 1978) won hij de Serie A. Met Juventus won hij ook de Coppa Italia (1979) en de UEFA Cup (1977). Boninsegna werd in 1971 en 1972 topscorer van de Serie A. Hij speelde met het Italiaans voetbalelftal op het wereldkampioenschap voetbal 1970 (tweede plaats) en 1974. In 1970 scoorde Boninsegna de 1-1 in de met 4-1 verloren finale tegen Brazilië

## Trivia
In de door Terence Hill in 1983 geproduceerde en geregisseerde film De wereld van Don Camillo heeft hij, blijkens de aftiteling, een lange cameo als voetballer.